# Clarkston (Georgie)
Clarkston je město v DeKalb County, v Georgii, ve Spojených státech amerických. V roce 2011 žilo ve městě 7565 obyvatel.

## Demografie
Podle sčítání lidí v roce 2000 žilo ve městě 7231 obyvatel, 2469 domácností a 1587 rodin. V roce 2011 žilo ve městě 3728 mužů (49,3%), a 3837 žen (50,7%). Průměrný věk obyvatele je 26 let.